# Yezoceryx monticola
Yezoceryx monticola är en stekelart som beskrevs av Chao 1981. Yezoceryx monticola ingår i släktet Yezoceryx och familjen brokparasitsteklar. Inga underarter finns listade i Catalogue of Life.